# Плодородие (скульптурная композиция)
Скульптурная композиция Плодородие — установлена в Москве на Ленинградском проспекте в Парке Дружбы.

## История
Скульптура была установлена в 1963 году у центрального входа в Парк Дружбы, расположенного неподалеку от Речного вокзала. На ней изображены парень и девушка, держащие над головами корзину с плодами. Выполнена по эскизам советского скульптора Веры Мухиной — автора памятника «Рабочий и колхозница». Является парной с установленной неподалеку скульптурной композицией «Хлеб».